# Døde i 1990
Døde i 1990   er en liste over notable personer, der er afgået ved døden i 1990  . 

## Januar
| - Ava Gardner |

- 4. januar – Olaf Ussing, dansk skuespiller (født 1907).
- 12. januar – John Angelo Hansen, dansk fodboldspiller og træner (født 1924).
- 15. januar – Gordon Jackson, skotsk skuespiller (født 1923).
- 25. januar – Ava Gardner, amerikansk skuespillerinde (født 1922).

## Februar
|  |

- 8. februar - Del Shannon, amerikansk sanger (født 1934).
- 13. februar – Sten Bramsen, dansk tv-vært og tilrettelægger (født 1940).
- 16. februar – Keith Haring, amerikansk popkunstner (født 1958).
- 25. februar – Ingrid Larsen, dansk skakspiller (født 1909).

## Marts
|  |

- 4. marts – Hans Hvass, dansk zoolog (født 1902).
- 20. marts – Lev Jasjin, sovjetisk fodboldmålmand (født 1929).

## April
| - Greta Garbo |

- 3. april – Sarah Vaughan, amerikansk jazzsanger (født 1924).
- 11. april – Ivar Lo-Johansson, svensk forfatter (født 1901).
- 13. april – Erik Seidenfaden, dansk journalist (født 1910).
- 15. april – Greta Garbo, svensk/amerikansk filmskuespillerinde (født 1905).
- 20. april – Horst Sindermann, tysk politiker (født 1915).
- 27. april – Inga Schultz, dansk skuespiller (født 1907).

## Maj
|  |

- 4. maj – Anders Boserup, dansk fysiker og sociolog (født 1940).
- 8. maj – Luigi Nono, italiensk komponist (født 1924).
- 12. maj - Aage Knudsen, dansk violinist og kgl. kapelmusikus (født 1917).
- 16. maj – Jim Henson, engelsk/amerikansk dukkeskaber, bl.a. Muppet Show (født 1936).
- 16. maj – Sammy Davis Jr., amerikansk sanger og skuespiller (født 1925).
- 18. maj – Jill Ireland, britisk skuespiller (født 1936).

## Juni
|  |

- 2. juni – Rex Harrison, engelsk skuespiller (født 1908).
- 6. juni – Steen Eiler Rasmussen, dansk arkitekt (født 1898).
- 12. juni – Kim Schumacher, dansk radiovært (født 1949).
- 15. juni – Leonard Sachs, engelsk skuespiller (født 1909).

## Juli
|  |

- 1. juli – Lilli Holmer, dansk skuespillerinde (født 1928).
- 8. juli – Aage Stentoft, dansk komponist (født 1914).
- 16. juli – Mogens Fog, dansk politiker og rektor for Københavns Universitet (født 1904).
- 22. juli – Preben Neergaard, dansk skuespiller (født 1920).
- 29. juli – Bruno Kreisky, østrigsk politiker, forbundskansler og udenrigsminister (født 1911).

## August
| - Henry From |

- 1. august – Norbert Elias, tysk sociolog (født 1897).
- 1. august - Lotta Hitschmanova, canadisk humanist (født 1909).
- 12. august – Roy Williamson, skotsk musiker (født 1936).
- 18. august – Grethe Ingmann, dansk sangerinde (født 1938).
- 26. august – Johannes Hofmeister, dansk maler (født 1914).
- 27. august – Stevie Ray Vaughan, amerikansk blues-guitarist (født 1954).
- 31. august – Henry From, dansk fodboldspiller (født 1926).

## September
|  |

- 4. september – Irene Dunne, amerikansk skuespillerinde (født 1898).
- 10. september – Harald Salomon, norsk/dansk medaljør og billedhugger (født 1900).
- 20. september – N.E. Bank-Mikkelsen, dansk forsorgschef og jurist (født 1919).
- 30. september – Patrick White, australsk forfatter og nobelprismodtager (født 1912).

## Oktober
|  |

- 11. oktober – Ove Abildgaard, dansk forfatter (født 1916).
- 13. oktober – Le Duc Tho, vietnamesisk nobelprismodtager (født 1911).
- 14. oktober – Leonard Bernstein, amerikansk komponist og dirigent (født 1918).
- 16. oktober – Art Blakey, amerikansk jazztrommeslager (født 1919).
- 27. oktober – Jacques Demy, fransk filminstruktør (født 1931).
- 31. oktober – Dorothy Larsen, kgl. dansk operasanger (født 1911).

## November
|  |

- 3. november – Mary Martin, amerikansk skuespiller (født 1913).
- 17. november – Robert Hofstadter, amerikansk fysiker og nobelprismodtager (født 1915).
- 22. november – Wandy Tworek, dansk violinist (født 1913).
- 23. november – Roald Dahl, britisk forfatter (født 1916).
- 23. november – Karl Aage Hansen, dansk fodbold- og håndboldspiller (født 1921).
- 28. november – Lene Grønlykke, dansk filminstruktør og manuskriptforfatter (født 1933).

## December
|  |

- 2. december – Aaron Copland, amerikansk komponist (født 1900).
- 3. december - Sigurd Wechselmann, dansk amtmand og forligsmand (født 1904).
- 11. december – Knud Jørgensen, dansk general og forsvarschef (født 1919).
- 14. december – Friedrich Dürrenmatt, schweizisk forfatter (født 1921).
- 15. december – Regin Prenter, dansk forfatter (født 1907).
- 21. december – Magda Julin, svensk kunstskøjteløber (født 1894).
- 24. december – Thorbjørn Egner, norsk forfatter (født 1912).
- 25. december – Benjamin Jacobsen, dansk forfatter (født 1915).
- 31. december – Alfred Wassard, dansk politiker, jurist og byplansborgmester (født 1906).